# Radulphius monticola
Radulphius monticola är en spindelart som först beskrevs av Roewer 1951.  Radulphius monticola ingår i släktet Radulphius och familjen sporrspindlar. Inga underarter finns listade i Catalogue of Life.